# Вильдштрубель
Вильдштрубель (нем. Wildstrubel) — покрытая глетчерами горная цепь в Бернских Альпах, в Швейцарии.

## География
Вильдштрубель лежит между долинами Ленк и Адельбоден на севере и долиной Роны на юге, главный массив Бернских Альп находится южнее его. Через Вильдштрубель проходит граница между кантонами Берн и Вале. Вильдштрубель состоит из трёх приблизительно равновысотных вершин:
- собственно Вильдштрубель (выс. 3243,5 м);
- Митлерер Гипфель (выс. 3243,5 м);
- Гроссштрубель (выс. 3243 м).

Восточные и западные склоны Вильдштрубеля обрывисты и почти отвесны, на юго-востоке он переходит в гигантский глетчер, воды с которого через Леммеренальп стекают в озеро Даубензее. На его южной стороне также находится обширный глетчер Плейн-Морт (Glacier de la Plaine Morte). Северо-западнее Вильдштрубеля находится вершина Аммертенхорн (выс. 2666 м).